# توقای
توقای (به ترکی آذربایجانی: Tuğay) یک منطقه مسکونی در جمهوری آذربایجان است که در شهرستان سیاه‌زن واقع شده‌است. توقای ۳۷۴ نفر جمعیت دارد.